# Thamnobryum speciosum
Thamnobryum speciosum là một loài Rêu trong họ Neckeraceae. Loài này được (Broth.) Hoe miêu tả khoa học đầu tiên năm 1974.